# Su Jungen
Su Jungen – chiński judoka.
Brązowy medalista igrzysk azjatyckich w 1986 roku.